# Lisa Gerrard
Lisa Germaine Gerrard (Melbourne, 12 de abril de 1961) é uma musicista, cantora e compositora australiana, que ganhou renome internacional como parte do grupo musical Dead Can Dance com o amigo inglês Brendan Perry. Sua carreira começou em 1981 e continua até hoje, estando envolvida numa gama variada de projetos. Lisa Gerrard recebeu o prêmio Globo de Ouro e uma indicação ao Óscar em 2000 pelo seu trabalho no filme Gladiator. Além de cantar, Lisa faz música instrumental como parte de seu trabalho, geralmente utilizando o Yangqin (um dulcimer chinês tocado com dois pequenos martelos).

## Passado
Nascida em Melbourne, Lisa Gerrard cresceu no subúrbio multi-étnico de Prahran com seus pais, imigrantes irlandeses. Ali teve contato com as culturas grega, turca, italiana, irlandesa e Árabe. Sua educação neste subúrbio diversificado teve uma influência enorme na sua música, particularmente nos últimos álbuns do Dead Can Dance, em seus trabalhos sólos e parcerias.

## Carreira

### Dead Can Dance
O Dead Can Dance foi originalmente formado como um quarteto em 1981 na cidade de Melbourne, mas em 1982 se mudou para Londres com os membros Brendan Perry, Lisa Gerrard e o baixista Paul Erikson. Paul voou logo depois de volta para a Austrália, deixando a banda apenas Lisa e Brendan. O Dead Can Dance gravou oito álbuns na gravadora 4AD Records começando com o LP de 1984 chamado Dead Can Dance. A banda se separou em 1998, mas se reuniu em 2005 para uma turnê mundial.

### Trabalho solo e parcerias
Em 1995 gravou e lançou seu primeiro álbum solo chamado The Mirror Pool. Depois deste, continuou a trabalhar com o Dead Can Dance, lançando seu último álbum, Spiritchaser, em 1996. Já em 1998 gravou o álbum Duality em colaboração com Pieter Bourke. Esta parceria deu início a uma colaboração conjunta em uma série de trilhas para filmes, incluindo The Insider e Ali (filme).
Em 2004 Lisa Gerrard começou uma nova parceria com Patrick Cassidy, marcado pelo lançamento do álbum Immortal Memory. Novamente, esta parceria deu origem a um trabalho no cinema, incluindo Salem's Lot.
Em 2006, Sanctuary, um documentário sobre a vida e trabalho de Lisa Gerrard foi gravado e lançado em Setembro de 2006. Este é um trabalho do produtor e diretor multi-talentoso Clive Collier e apresenta longas entrevistas com Lisa Gerrard e também várias pessoas que colaboraram com seu trabalho no passado, incluindo Michael Mann, Russell Crowe, Hans Zimmer e Niki Caro.
No mesmo ano, Lisa Gerrard lançou o segundo álbum a solo chamado The Silver Tree. Este álbum foi muito diferente do seu trabalho anterior e também seu primeiro álbum lançado fora da gravadora 4AD. O álbum foi primeiro lançado no iTunes, com um planejamento amplo de lançamento futuro. O álbum foi indicado pelo Australian Music Prize em 2006. É atualmente citado como um dos nove melhores álbuns australianos.
Em 2007, um álbum de retrospectiva, chamado The Best of Lisa Gerrard foi lançado cobrindo sua carreira no Dead Can Dance, trabalho a solo e filmes. Um total de 15 canções foram incluídas. Uma turnê futura está planejada começando no mês de Abril em Melbourne, Austrália. Esta turnê será tida como a primeira vez que Lisa Gerrard se apresentou na Austrália, apresentando-se em três cidades. Esta turnê também inclui uma passagem na Europa e na América do Norte. Os shows já foram anunciados em Melbourne (2 de abril), Sydney (4 de abril), Brisbane (5 de abril), Barcelona (11 de abril 11), Milão (13 de abril), Paris (15 de abril), Bruxelas (17 de abril), Duisburgo (18 de abril), Haia (20 de abril), Hamburgo (22 de abril), Berlim (23 de abril), Varsóvia (25 de abril), Praga (27 de abril) e Londres (29 de abril) (detalhes).
Os shows na América do Norte: Atlanta (3 de maio), Filadélfia (5 de maio), Alexandria (7 de maio), Nova Iorque (9 de maio), Montreal (11 de maio), Toronto (13 de maio), Chicago (15 de maio), Minneapolis (17 de maio), Denver (19 de maio), Vancouver (22 de maio), Seattle (24 de maio), São Francisco (26 de maio), Los Angeles (29 de maio), San Diego (30 de maio) (detalhes).

### Estilo vocal
A voz de Lisa Gerrard é classificada como contralto. Pode, contudo, chegar a meio-soprano dramático em canções como The Host of Seraphim, Elegy,  Space Weaver, Come This Way e One Perfect Sunrise; noutras — Sanvean, Sacrifice', Largo, Lament e Not Yet, por exemplo — Gerrard vai a contralto dramático.
Em muitas de suas canções, tais como Now We Are Free, Come Tenderness, Serenity, The Valley of the Moon, Tempest, Pilgrimage of Lost Children, Coming Home e Sanvean, Lisa Gerrard usa uma idioglossia (uma linguagem idiossincrática) que ela desenvolve desde seus doze anos de idade.

### Carreira cinematográfica

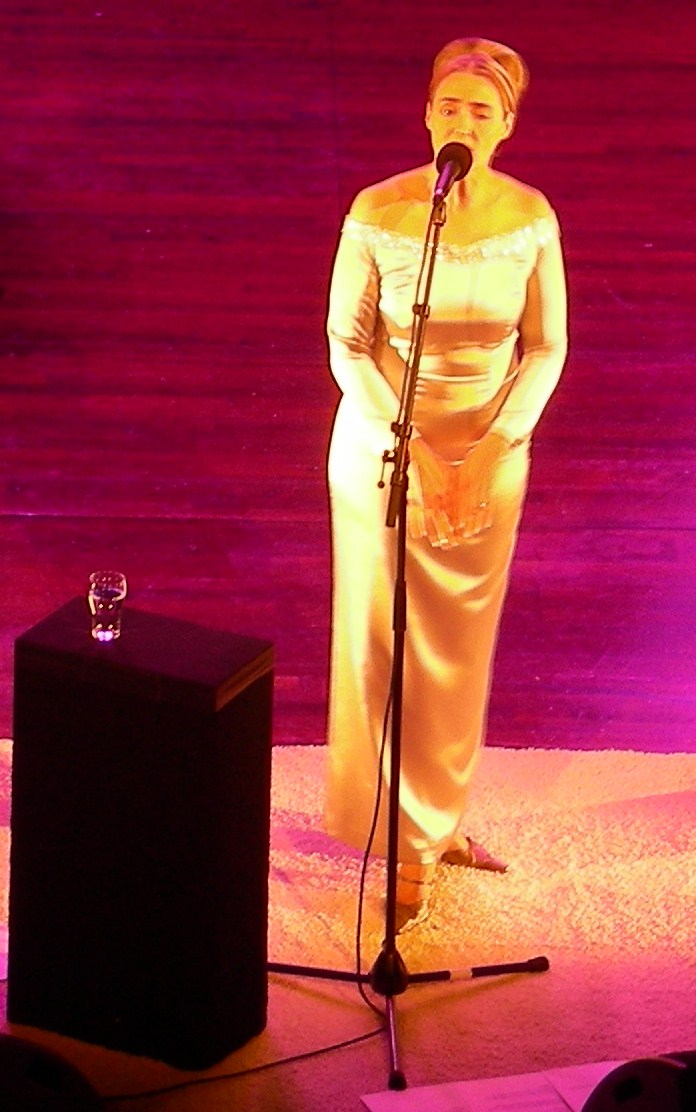
Rotterdam, 2010

A primeira experiência de Lisa Gerrard na composição para o cinema surgiu em 1989 no filme espanhol El Niño de la Luna, dirigido por Agustín Villaronga. A trilha do filme foi composta pela banda Dead Can Dance e o filme foi estrelado por Lisa Gerrard como atriz pela primeira vez. El Niño de la Luna conta a história de um jovem órfão com poderes especiais, David, que escapa de uma instituição com ajuda de sua amiga Georgina, papel de Lisa Gerrard.
Lisa participou em várias trilhas mas ficou em destaque como produtora de filme após gravação de The Insider em 1999, com Pieter Bourke, e Gladiator em 2000, com Hans Zimmer.
Em 2005 colaborou com Ennio Morricone no filme Fateless.

## Discografia

### Carreira Além do Dead Can Dance
- Álbuns Solo
  - 1995 - The Mirror Pool
  - 2006 - The Silver Tree
  - 2007 - The Best of Lisa Gerrard
  - 2009 - Black Opal
- Colaborações
  - 1998 - Duality (Com Pieter Bourke)
  - 2004 - Immortal Memory (Com Patrick Cassidy)
  - 2008 - Farscape (Com Klaus Schulze)
  - 2008 - Rheingold - Live At The Loreley (Com Klaus Schulze)
  - 2009 - Come Quietly (Com Klaus Schulze)
  - 2009 - Dziekuje Bardzo (Com Klaus Schulze)
  - 2009 - Hommage A Polska (Com Klaus Schulze)
  - 2010 - Departum (Com Marcello De Francisci)
- Trilhas Sonoras (Solo ou Colaborações)
  - 1999 - The Insider (Com Pieter Bourke)
  - 2000 - Gladiator (Com Hans Zimmer)
  - 2002 - Whale Rider
  - 2004 - Salem's Lot (Com Christoper Gordon)
  - 2005 - A Thousand Roads (Com Jeff Ronna)
  - 2008 - Ichi
  - 2008 - Playing For Charlie
  - 2008 - Solo
  - 2009 - Balibo (Com Marcello De Francisci)
  - 2010 - Tears Of Gaza (Com Marcello De Francisci)
  - 2010 - The Trail Of Genghis Khan (Com Cye Wood)
  - 2011 - Oranges And Sunshine
  - 2011 - Burning Man
  - 2011 - InSight (Com Marcello De Francisci)
  - 2011 - Samsara
- Trilhas Sonoras (Vocalizações/Participações)
  - 1992 - Baraka
  - 1995 - Heat
  - 1996 - Xena Warrior Princess
  - 1998 - Nadro
  - 2000 - Mission: Impossible 2
  - 2000 - Gladiator Games: The Roman Bloodsport
  - 2001 - Coil
  - 2001 - The Affair of the Necklace
  - 2002 - Ali
  - 2002 - Black Hawk Down
  - 2002 - 11/9
  - 2002 - Unfaithful (2002)
  - 2002 - Ripley's Game
  - 2002 - In America
  - 2003 - Tears Of The Sun
  - 2003 - L'Isola Dei Famosi
  - 2003 - The West Wing
  - 2004 - King Arthur
  - 2004 - Layer Cake
  - 2004 - One Perfect Day
  - 2004 - Man on Fire
  - 2004 - Collateral
  - 2005 - Ashes and Snow
  - 2007 - Fateless
  - 2007 - A Seal's Life
  - 2007 - Bekushiru: 2077 Nihon Sakoku
  - 2007 - The Mist
  - 2008 - Romans 12:20
  - 2008 - Henry Poole Is Here
  - 2008 - Secret Défense
  - 2009 - From Ararat to Zion
  - 2009 - Kings
  - 2009 - Jarin: A Fable by Jim, Knute and Red
  - 2010 - Takers
  - 2010 - Legend of the Guardians: The Owls of Ga'Hoole
  - 2010 - The Greater Meaning of Water
  - 2010 - Stairway From Hell
  - 2010 - Ryomaden
  - 2011 - Priest